# Cyrtandra dulitiana
Cyrtandra dulitiana là một loài thực vật có hoa trong họ Tai voi. Loài này được Hilliard mô tả khoa học đầu tiên năm 2006.